# Liste der Baudenkmäler in Friesenried
Auf dieser Seite sind die Baudenkmäler in der schwäbischen Gemeinde Friesenried zusammengestellt. Diese Tabelle ist eine Teilliste der Liste der Baudenkmäler in Bayern. Grundlage ist die Bayerische Denkmalliste, die auf Basis des Bayerischen Denkmalschutzgesetzes vom 1. Oktober 1973 erstmals erstellt wurde und seither durch das Bayerische Landesamt für Denkmalpflege geführt wird. Die folgenden Angaben ersetzen nicht die rechtsverbindliche Auskunft der Denkmalschutzbehörde.
 Die Liste gibt den Fortschreibungsstand vom 31. August 2017 wieder und umfasst vierzehn Baudenkmäler.

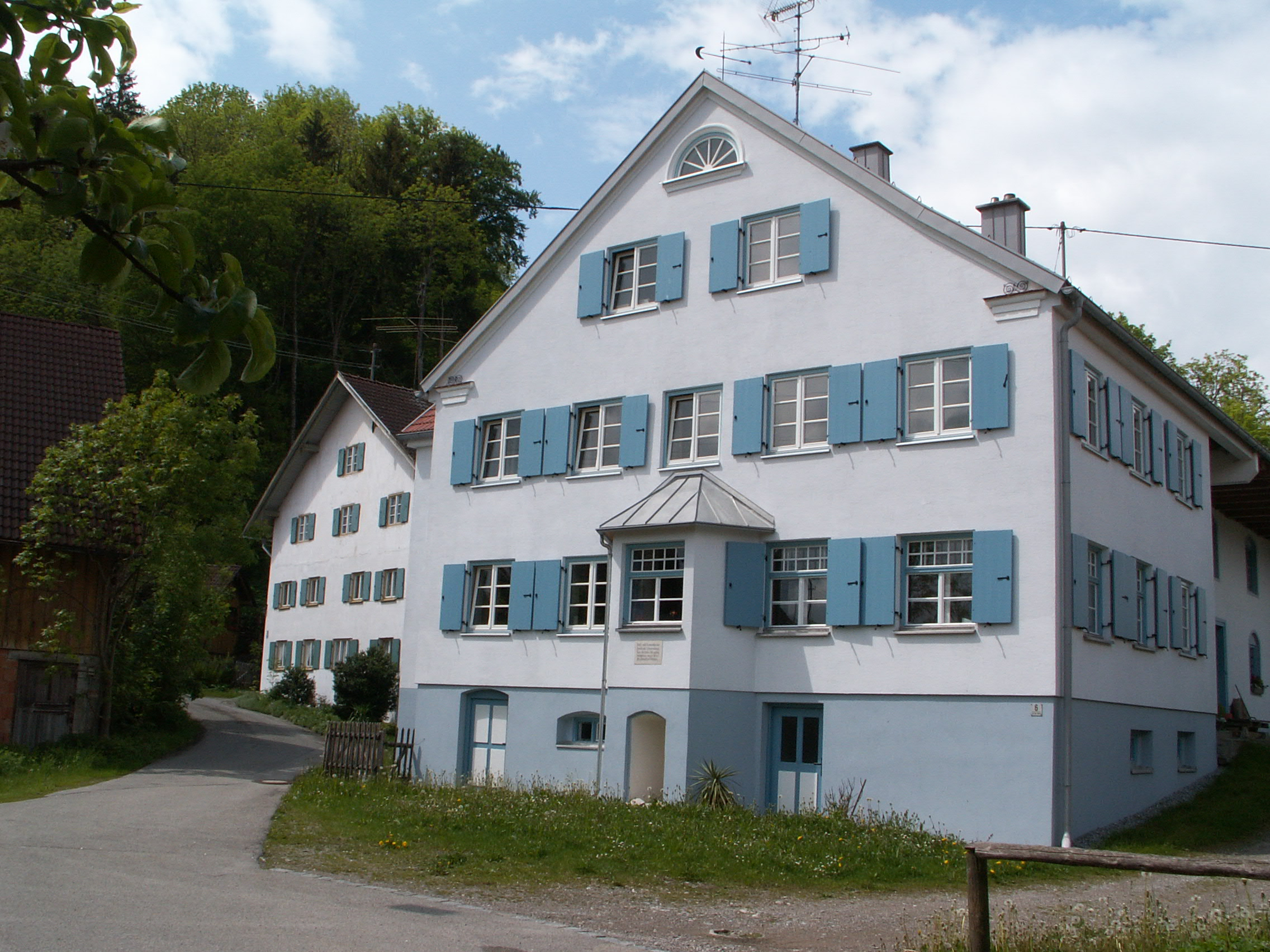
Mühle in Blöcktach

## Baudenkmäler nach Ortsteilen

### Friesenried
| Lage                                                        | Objekt                                     | Beschreibung | Akten-Nr.             | Bild           |
| ----------------------------------------------------------- | ------------------------------------------ | --- | --------------------- | -------------- |
| Am Riedberg 7 (Standort)                                    | Bauernhaus                                 | Verputzter Ständerbohlenbau, mit doppeltem Hakenschopf und Flachdach, Tenntor mit Kopfbändern und bemaltem Sturzbalken, zweite Hälfte 18. Jahrhundert. | D-7-77-128-1 Wikidata | Bauernhaus     |
| Hauptstraße 11 (Standort)                                   | Bauernhaus                                 | Flachdach und Tennenbundwerk, zweite Hälfte 18. Jahrhundert.                                                                                           | D-7-77-128-3 Wikidata | Bauernhaus     |
| Hauptstraße 15 (Standort)                                   | Gasthaus                                   | Zweigeschossiger Satteldachbau, um 1800; Ausleger, spätklassizistisch, um 1830/40.                                                                     | D-7-77-128-4 Wikidata | weitere Bilder |
| Hauptstraße 34 (Standort)                                   | Katholische Pfarrkirche St. Joseph         | Neubau 1929 von Anton Horle und Heinrich Sturzenegger; mit Ausstattung.                                                                                | D-7-77-128-5 Wikidata | weitere Bilder |
| Salenwanger Straße 26 (Standort)                            | Bauernhaus                                 | Verputzter Ständerbohlenbau mit Flachdach und giebelseitiger Mittertenne, im Kern erste Hälfte 18. Jahrhundert. Nicht nachqualifiziert.                | D-7-77-128-7 Wikidata | Bauernhaus     |
| St. Bartholomä 2 (im Friedhof südlich des Ortes) (Standort) | Katholische Filialkirche St. Bartholomäus  | Erbaut um 1500, barockisiert um 1707 (Chorraum) und um 1756 (Langhaus); mit Ausstattung.                                                               | D-7-77-128-6 Wikidata | weitere Bilder |
| Zum Alpenblick 14 (Standort)                                | Hausfigur                                  | Kerkerchristus, 18. Jahrhundert. Nicht nachqualifiziert.                                                                                               | D-7-77-128-8 Wikidata | BW             |
| Kapellenried (Standort)                                     | Katholische Josephskapelle („Riedkapelle“) | Erbaut 1720, Vorhalle und Dachreiter 1912; mit Ausstattung.                                                                                            | D-7-77-128-2 Wikidata | weitere Bilder |

### Aschthal
| Lage                  | Objekt                           | Beschreibung                                                                         | Akten-Nr.             | Bild           |
| --------------------- | -------------------------------- | ------------------------------------------------------------------------------------ | --------------------- | -------------- |
| Aschthal 3 (Standort) | Katholische Kapelle St. Wendelin | Neugotischer Bau mit Strebepfeilern und Dachreiter, 1848 errichtet; mit Ausstattung. | D-7-77-128-9 Wikidata | weitere Bilder |

### Blöcktach
| Lage                             | Objekt                               | Beschreibung | Akten-Nr.              | Bild            |
| -------------------------------- | ------------------------------------ | --- | ---------------------- | --------------- |
| An der Mühle 6 (Standort)        | Ehemalige Mühle                      | Satteldachbau mit Bodenerker und Figurennische, um 1840. Nicht nachqualifiziert.                                                                                          | D-7-77-128-10 Wikidata | Ehemalige Mühle |
| Schwarzenburgstraße 6 (Standort) | Katholische Pfarrkirche St. Wolfgang | Spätgotische Anlage, um 1490 erbaut, Erneuerungen 17.–19. Jahrhundert, 1934 erweitert, 1960 Umgestaltung des Innenraums durch den Kunstmaler Otto Kobel; mit Ausstattung. | D-7-77-128-11 Wikidata | weitere Bilder  |

### Brandeln
| Lage               | Objekt    | Beschreibung | Akten-Nr.               | Bild           |
| ------------------ | --------- | --- | ----------------------- | -------------- |
| St 2055 (Standort) | Bildstock | mit Sandsteinfigur der Schmerzhaften Muttergottes auf querovalem Sockel mit Gliederung und Wappenrelief, bezeichnet mit „1766“. | D-7-62-000-242 Wikidata | weitere Bilder |

### Großmederschach
| Lage       | Objekt  | Beschreibung                                                           | Akten-Nr.              | Bild    |
| ---------- | ------- | ---------------------------------------------------------------------- | ---------------------- | ------- |
| (Standort) | Kapelle | Erste Hälfte 18. Jahrhundert; mit Ausstattung. Nicht nachqualifiziert. | D-7-77-128-12 Wikidata | Kapelle |

### Salenwang
| Lage                           | Objekt                                  | Beschreibung | Akten-Nr.              | Bild                                    |
| ------------------------------ | --------------------------------------- | --- | ---------------------- | --------------------------------------- |
| Aitranger Straße 11 (Standort) | Katholische Kapelle Heilige Drei Könige | Lisenengegliederter Saalbau mit eingezogenem halbrund schließenden Chor und Dachreiter mit Zwiebelhaube, Anfang 18. Jahrhundert, Vorzeichen wohl 19. Jahrhundert; mit Ausstattung. | D-7-77-128-13 Wikidata | Katholische Kapelle Heilige Drei Könige |